# Oratória

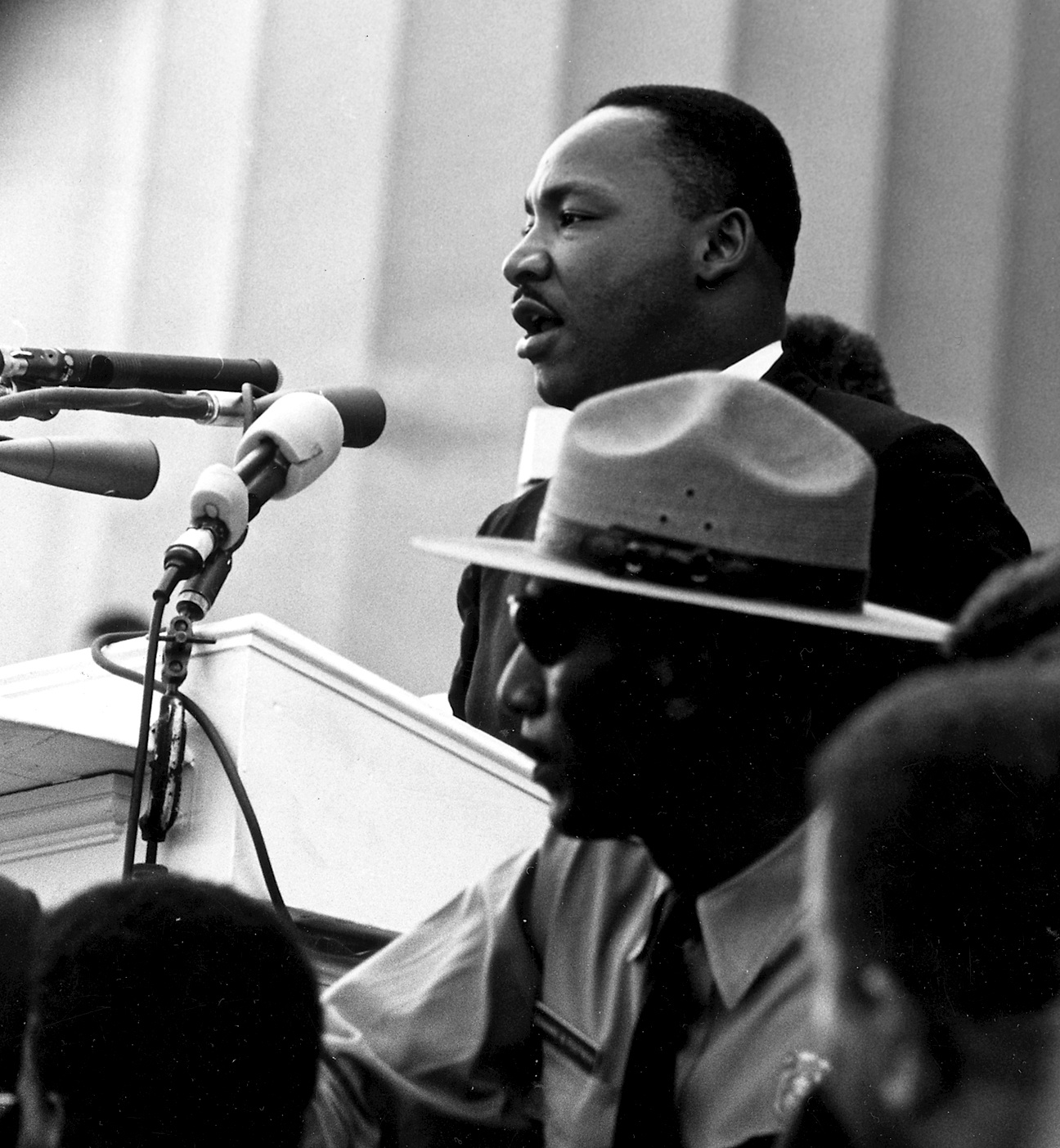
Martin Luther King Jr. profere o seu famoso discurso "Eu tenho um sonho" em março de 1963 frente ao Memorial Lincoln em Washington.

Oratória é a arte de falar em público de forma estruturada e deliberada, com a intenção de informar, influenciar, ou entreter os ouvintes. A oratória refere-se ao conjunto de regras e técnicas adequadas para produzir e apresentar um discurso e apurar as qualidades pessoais do orador.
Na Grécia Antiga, e também para um orador romano, a oratória era estudada como componente da retórica, ou seja, a composição e apresentação de discursos, e era considerada uma importante habilidade na vida pública e privada. Aristóteles, Cícero e Quintiliano estão entre os mais conhecidos autores clássicos que estudaram o tema. A oratória tem sido essencial em todas as áreas do conhecimento humano, já que todas elas necessitam de uma boa transmissão para o seu desenvolvimento.
Na oratória, como em qualquer forma de comunicação, existem cinco elementos básicos a considerar, muitas vezes expressos como "quem diz - o quê - a quem - por que meio - com que efeitos?". O propósito de falar em público pode variar, da simples transmissão de informações, à necessidade de motivar as pessoas a agir ou, simplesmente, contar uma história. Os bons oradores devem ser capazes de alterar as emoções dos seus ouvintes e não apenas informá-los. Entre as personalidades que ficaram famosas pelos dotes como grandes oradores estão Demóstenes, Cícero, Padre António Vieira e Winston Churchill.

## História

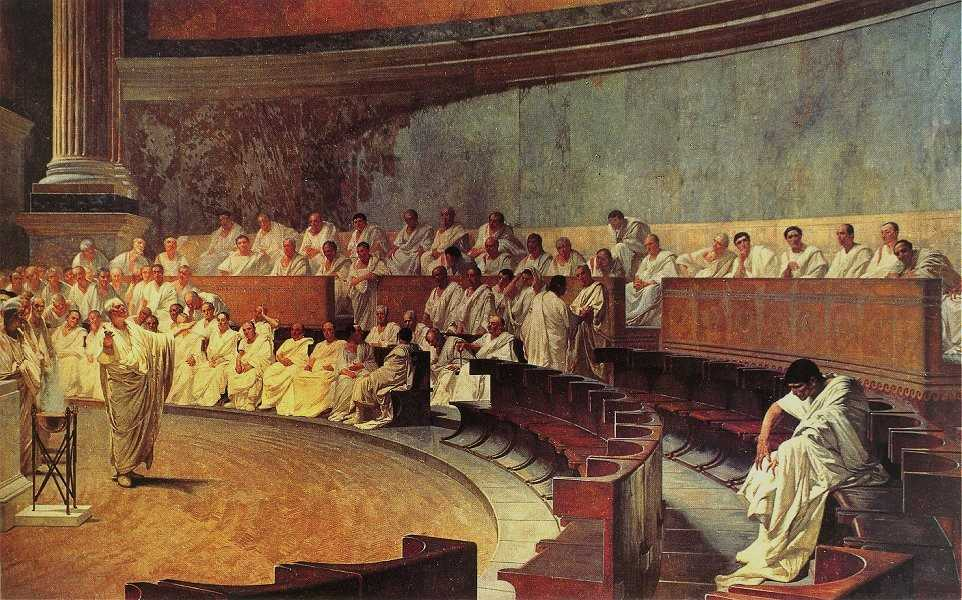
Cícero discursando no senado romano em 63 a.C.: as suas Catilinárias, uma série de quatro discursos célebres ainda hoje são citadas, Afresco de Cesare Maccari, século XIX.

O primeiro treino para falar em público ocorreu no antigo Egito. A primeira obra grega sobre oratória, escrita há mais de 2000 anos, assentava nos princípios extraídos da prática e experiência de oradores das cidades-estado da Grécia antiga. Na Grécia Antiga e em Roma a oratória era estudada como componente da retórica, ou seja, a composição e apresentação de discursos, e era considerada uma importante habilidade na vida pública e privada. Aristóteles e Quintiliano estudaram a oratória. Durante a Idade Média e o Renascimento a oratória foi enfatizada como parte da educação nas artes liberais.
A arte de falar em público foi desenvolvida inicialmente pelos gregos e ficou registada nas obras da antiguidade clássica. Na vida pública de então cada pessoa falava em seu próprio nome, e não existiam representantes de um cliente ou um círculo, por isso qualquer cidadão que quisesse ter sucesso no tribunal, na política ou na vida social tinha de aprender técnicas de falar em público. As técnicas eram ensinadas primeiro pelos auto-intitulados "sofistas", conhecidos por cobrar taxas para "tornar forte o mais fraco argumento", e treinar os seus alunos para serem "melhores". Platão, Aristóteles, e Isócrates desenvolveram teorias sobre oratória em oposição aos sofistas, e as suas ideias foram instituídas à medida que surgiram escolas onde a arte de falar em público era ensinada. Mais tarde a cultura grega de treino para falar em público foi adotada na íntegra pelos romanos.
Com a ascensão política da República Romana, oradores romanos copiaram e modificaram as técnicas gregas de falar em público. Sob a influência romana, a instrução na retórica desenvolveu-se num currículo completo, incluindo a instrução em gramática (estudo dos poetas), exercícios preliminares (progymnasmata), e preparação de discursos públicos (declamação) em ambos os gêneros forense e deliberativo.

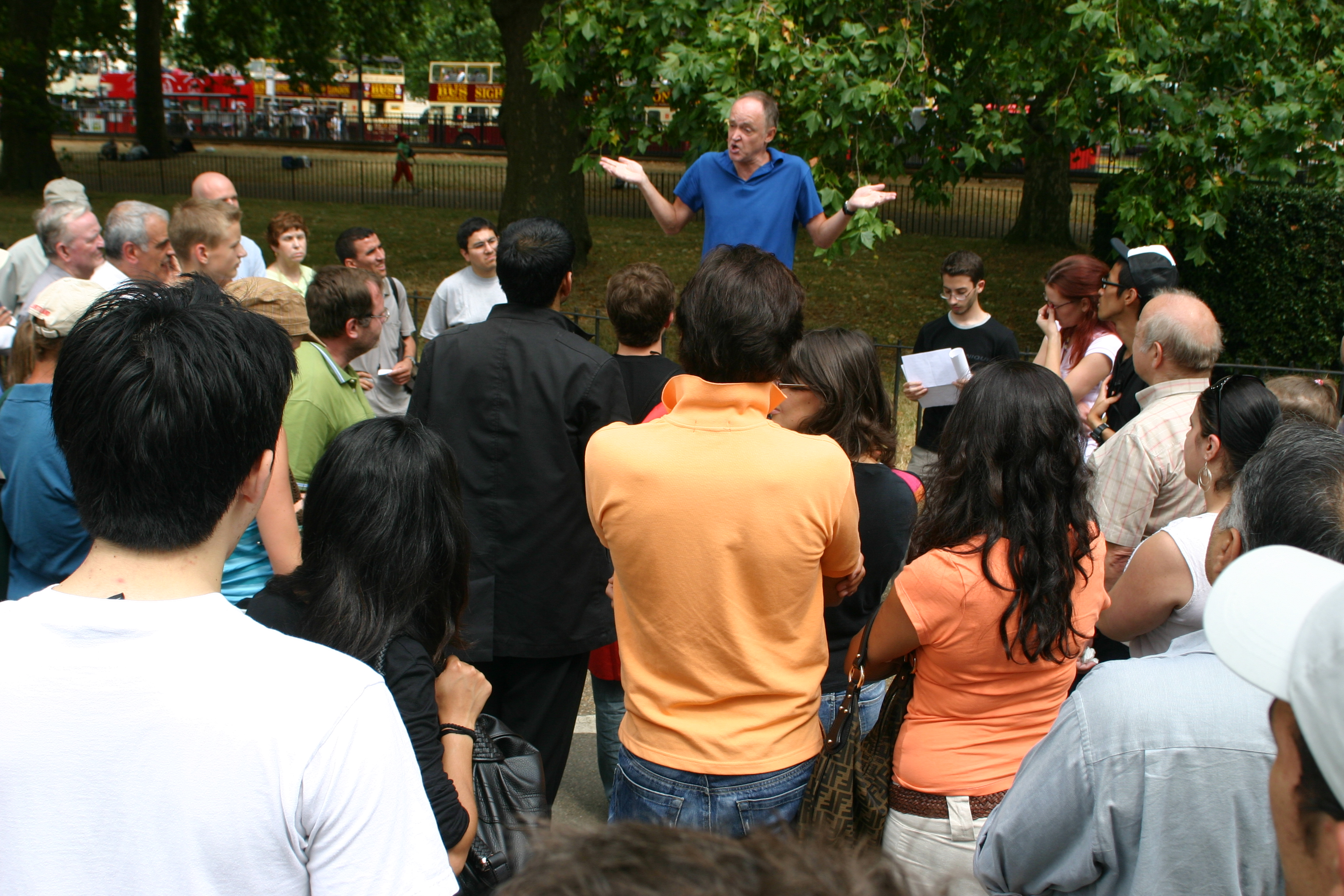
O Speaker's Corner (Recanto do Orador), no nordeste do Hyde Park, em Londres, um local onde qualquer cidadão pode discursar.

O estilo latino foi fortemente influenciado por Cícero, e envolveu uma forte ênfase numa educação abrangente em todas as áreas de estudos humanísticos (nas artes liberais, incluindo a filosofia), bem como sobre o uso da esperteza e humor para apelar às emoções do ouvinte e em digressões (frequentemente utilizadas para explorar temas gerais relacionados com o tema específico do discurso). No Império Romano, embora menos central para a vida política do que nos dias da República, a oratória manteve-se importante no direito, e tornou-se (sob os novos sofistas) uma importante forma de entretenimento, com oradores e declamadores famosos a obterem grande riqueza e prestígio pela suas habilidades.
O estilo latino foi a principal forma de oratória no mundo até o início do século XX. Após a Segunda Guerra Mundial, começou uma depreciação gradual deste estilo. Com a ascensão do método científico e a ênfase num estilo "claro" e coloquial de falar e escrever, até a oratória formal se tornou menos refinada e ornamentada, embora ainda hoje os políticos possam progredir ou regredir nas suas carreiras com base no sucesso ou insucesso dos seus discursos. Abraham Lincoln, Adolf Hitler, Marcus Garvey, John F. Kennedy e Bill Clinton, todos devem grande parte do seu sucesso aos seus dons oratórios.

## Ansiedade de falar em público
O medo de falar em público é conhecido como ansiedade de falar em público ou glossofobia. A apreensão experimentada ao falar em público pode ter várias causas, incluindo características individuais, novidade, orientação cognitiva e características do público.